# Parque nacional marino Las Baulas

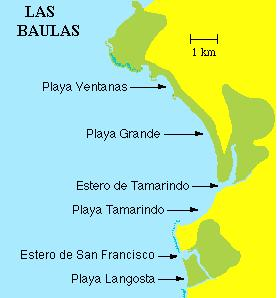
Diagrama del parque nacional Marino Las Baulas.

El Parque Nacional Marino Las Baulas de Guanacaste es un parque nacional de Costa Rica y un Sitio Ramsar. Se encuentra ubicado en el cantón de Santa Cruz de la provincia de Guanacaste, dentro de la bahía de Tamarindo del Golfo de Papagayo, entre los distritos de Cabo Velas y Tamarindo, a 8 km de la comunidad de Matapalo y a 20 km de Tamarindo vía terrestre y 5 km vía estero. Comprende entre otras áreas geográficas los cerros Morro y El Hermoso; las playas Carbón, Ventanas, Grande y Langosta; los manglares San Francisco, Tamarindo y Ventanas, y las islas Capitán y Verde (fluvial). Tiene una extensión de 175 km². De estos, 7.7 corresponden al sector terrestre (3,3% del área del parque), de los cuales 2,2% es terreno público (manglares y 50 metros de playa inalienables), y 1,1% son terrenos privados expropiables. El sector marino corresponde a 171.6 km² (96.8% del área del parque), o 12 millas náuticas. Pertenece al Área de Conservación Tempisque, administrada por el Sistema Nacional de Áreas de Conservación (SINAC).
El parque nacional Marino Las Baulas de Guanacaste fue creado con el fin de brindar protección a las poblaciones de tortugas baula que llegan a anidar a tres playas principales del parque: Grande (3.6 km), Ventanas (1 km) y Langosta (1.3 km), además de otros ecosistemas locales. La tortuga baula es la especie de tortuga más grande del mundo y se encuentra en peligro crítico de extinción, y la zona de desove del parque nacional Marino Las Baulas es la región de anidación más importante de esta tortuga en todo el Pacífico americano. Además, el parque también protege el manglar del estuario del río Matapalo, en el Estero de Tamarindo, el cual es un Sitio Ramsar y se considera el manglar estatuario más grande de América Latina; igualmente, el parque también protege un remanente de bosque seco localizado en el cerro El Morro.

## Creación
En 1987 se creó el Refugio Nacional de Vida Silvestre Tamarindo, mediante el Decreto Ejecutivo 17566, para proteger el manglar del río Matapalo y las especies que lo habitaban. Ya desde 1988 venía existiendo un movimiento con el fin de promover este refugio a parque nacional que protegiese el hábitat de la tortuga baula, cuyo número venía disminuyendo seriamente desde el primer conteo de estas tortugas en 1980. Luego, en 1993, el estero de Tamarindo obtiene la declaratoria de humedal de importancia mundial por la Convención de Ramsar.
El parque nacional Marino Las Baulas fue creado mediante el Decreto Ejecutivo n.º 20518 del 5 de junio de 1991, fusionando la nueva área con lo que era el Refugio de Vida Silvestre Tamarindo, motivándose su creación principalmente en «la necesidad de crear dicha área silvestre protegida ante la importancia del sitio para la anidación de la tortuga baula, el interés turístico que el desove de las tortugas despierta, las perturbaciones severas que podrían causarse al permitir el desarrollo de infraestructura turística en la zona, la protección de la colonia de la tortuga baula y de otras especies de tortugas marinas y la existencia de poblaciones importantes de plantas y animales propias del bosque tropical seco». Luego, se ratificó el área protegida con la Ley 7524, del 16 de agosto de 1995. En 2008, funcionarios del parque nacional Marino Las Baulas recibieron el premio «Ojoche» del Instituto Nacional de Biodiversidad de Costa Rica por su labor en la protección del ambiente y el hábitat de la tortuga baula en este parque.

## Clima
Clima tropical todo el año, típico de la región Pacífico norte de Costa Rica, con dos estaciones, la estación seca y la estación húmeda. La estación seca, que dura desde noviembre hasta abril, es seca, caliente y soleada, con poca humedad.
La estación lluviosa empieza a finales de abril o a principios de marzo y continúa hasta octubre, con cielos despejados por la mañana y tormentas al anochecer. La precipitación anual es de 1811.2 mm, con un promedio que va de 100 a 300 mm (3.9 a 11.8 pulgadas). El 95 % de la precipitación se concentra en los meses de mayo a noviembre y el 4.2 % corresponden de diciembre a abril.
La temperatura oscila entre 28 y 30 °C.

## Importancia

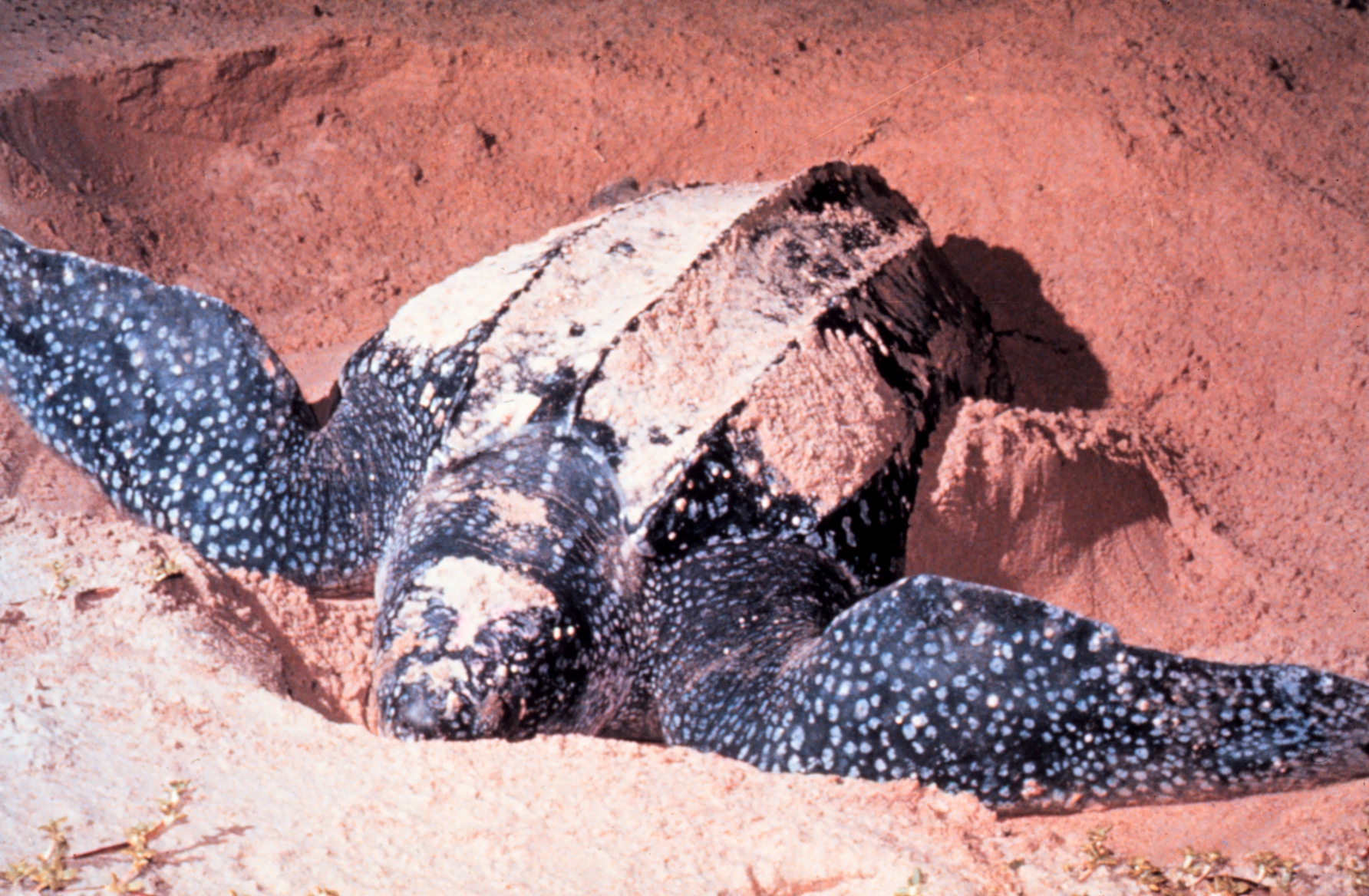
Anidamiento de una tortuga baula.

La importancia del parque nacional Marino Las Baulas de Guanacaste, desde el punto de vista de conservación y además el atractivo turístico principal, radica en el anidamiento de la tortuga baula en las playas de estas áreas protegidas, siendo Playa Grande su principal lugar de desove, en una travesía de 7000 km en un corredor biológico marino que incluye Costa Rica como sitio de desove, luego las Islas Galápagos en Ecuador (donde ripostan para continuar la travesía, pero no desovan) y finalmente, Sudamérica, donde la ruta se ramifica. A playa Ventanas y playa Langosta también llegan baulas, pero están cerradas a la observación del público, ya que en ellas existen programas de investigación: hay biólogos contando huevos y monitoreando los nidos.
La tortuga baula es el quelonio más grande del mundo y se encuentra en peligro crítico de extinción, según la Convención para el Comercio Internacional de especies amenazadas de flora y fauna (CITES). Las amenazas para la subsistencia de la especie son múltiples: desde ser accidentalmente capturadas por pescadores en el Océano Pacífico, el uso de su carne, sus huevos y otros productos de la tortuga por los mismos humanos o animales, el desarrollo inmobiliario costero, la contaminación y el cambio climático.

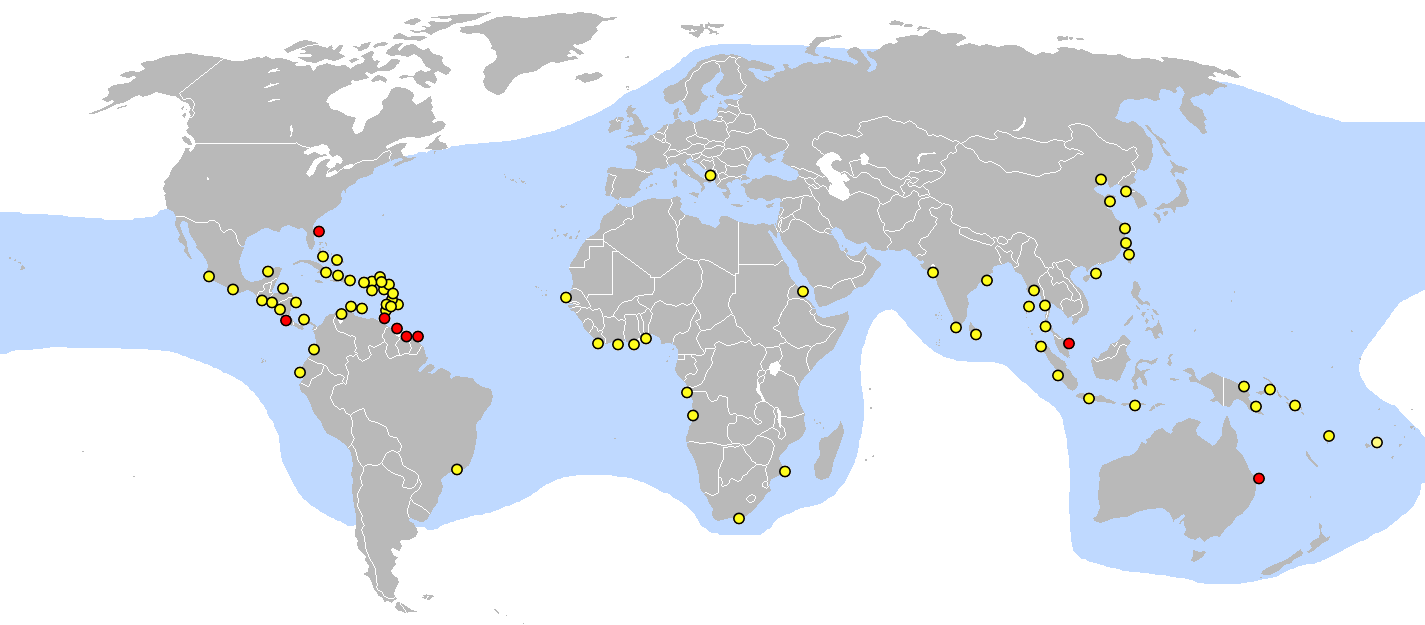
Mapa con las zonas de anidamiento de la tortuga baula.

Desde 1980 que se hizo el primer conteo oficial de tortugas baula que anidaban en Playa Grande (unas 200), por biólogos de Drexel University y la Indiana Purdue University, el número de estos reptiles ha venido disminuyendo progresivamente año con año: en 1996-1997 solo se lograron contabilizar 128; en 2006, 124; en 2007, 58; en 2009, 52; en la temporada 2010-2011, 33, igual cantidad de lo que se había reportado a marzo del 2012 para la temporada 2011-2012. Es decir, en los últimos 27 años se ha perdido un 90% de la población mundial de baulas.
La lucha por la protección del hábitat de la tortuga baula comenzó en 1988 con María Teresa Koberg, quien organizó a los boy scouts, estudiantes y amigos de la zona para que ayudasen en la prevención del robo de los huevos de la tortuga baula, organizando una vigorosa campaña para que se protegiera a la zona por decreto y luego por ley. Los mismos vecinos que en su pasado fueron «hueveros» –personas que saquean huevos de tortuga– ahora son guías que muestran cómo se da el proceso.
Los primeros avistamientos de las tortugas comienzan a principios del mes de octubre, considerándose el 20 de octubre como la «fecha oficial» del inicio de la temporada de apareamiento y anidación. Sin embargo, en 2005, 2008 y 2011 se observó un inusual anidamiento de una tortuga baula en el mes de junio en Playa Grande.
Las tortugas baulas anidan en intervalos de 9 a 10 días, depositan un promedio de 5-7 nidadas por año, colocan unos 60 huevos por puesta, cada 3.7 años. Las tortugas salen, hacen la «cama», abren un hueco, ponen sus huevos, lo tapan, camuflan y después se van. Esto dura entre una y dos horas. Tras 60 días de incubación, los huevos eclosionan y las nuevas crías inician su marcha hacia el mar, donde no se volverán a ver sino hasta la edad adulta. Después de la anidación migran hacia el sur, buscando las aguas cercanas a Galápagos, debido al impacto de la corriente de Humboldt.

## Recursos biológicos

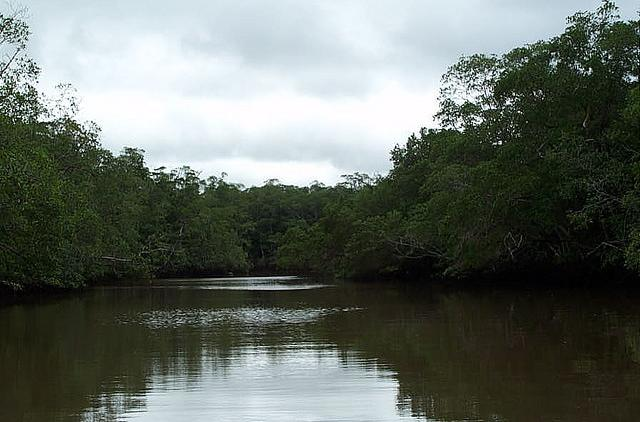
Río Matapalo.

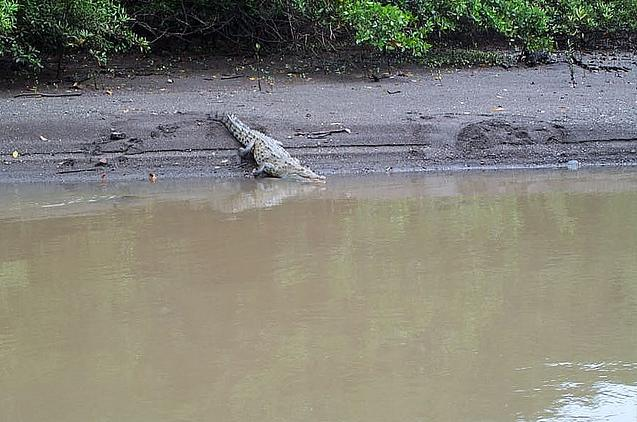
Cocodrilo americano en el Río Matapalo.

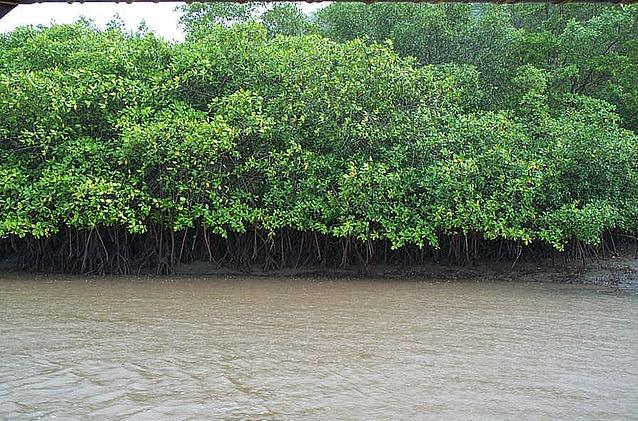
Manglar del estuario de Tamarindo.

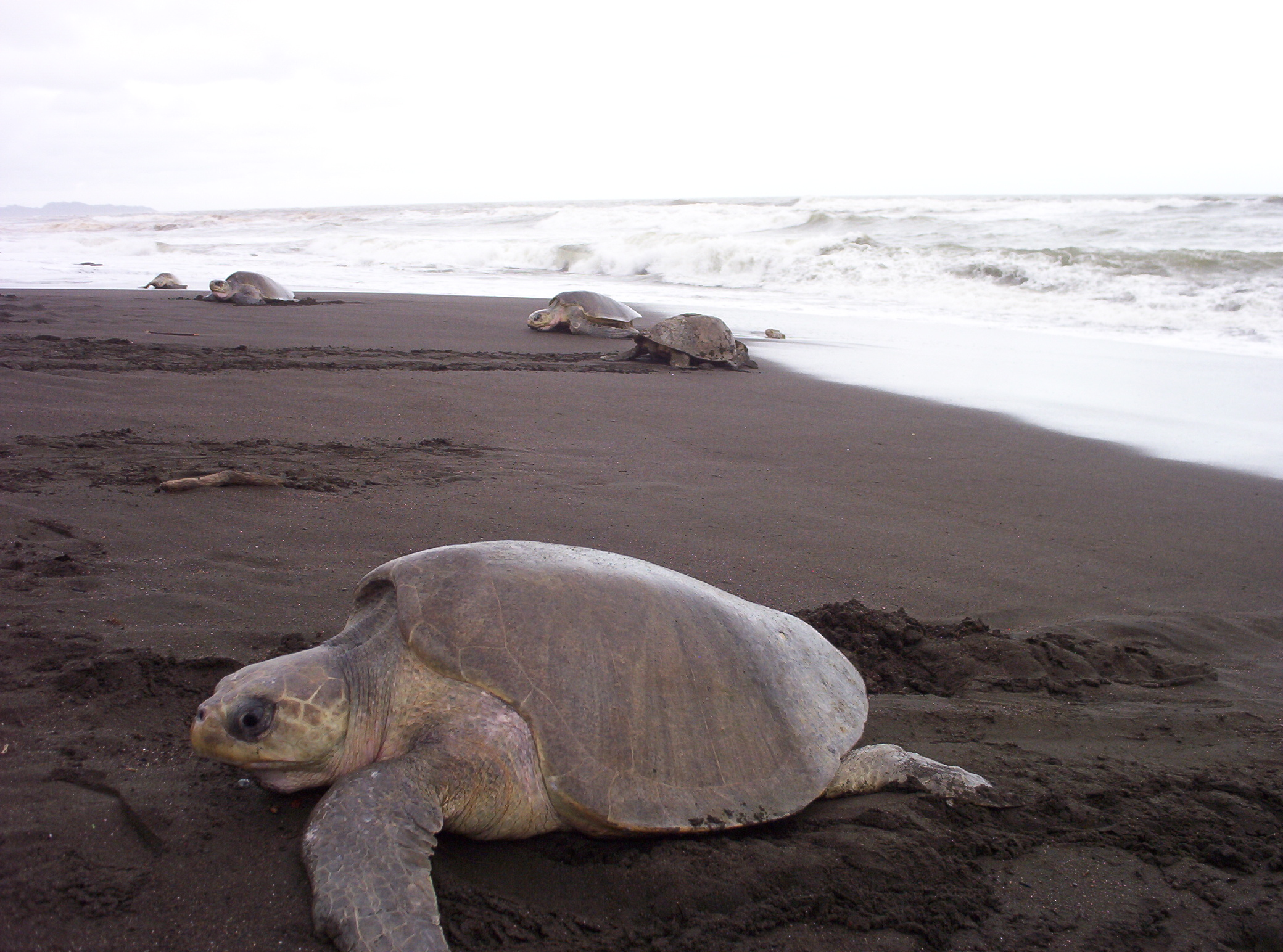
Tortugas lora.

El clima tropical seco permite varios hábitats importantes de flora y fauna terrestre y marina, con áreas de reproducción de diferentes especies. Dentro del parque se han identificado alrededor de 117 especies de árboles y arbustos. Las especies de flores corresponden al bosque tropical seco y destacan el cocobolo (Dalbergia retusa), laurel (Cordia alliodora), tempisque (Sideroxylon tempisque), madero negro (Gliricidia sepium). Las especies dominantes en la zona costera son el panamá (Sterculia apetala), el guácimo (Guazuma ulmifolia) y el vainillo (Tecoma stans).
El mangle en su mayoría se encuentra bien desarrollado y los árboles llegan a medir hasta 25 y 30 metros. La especie dominante es el mangle rojo o caballero (Rhizophora mangle) pero es común observar otras especies como mangle negro (Avicennia germinans), mangle blanco (Laguncularia racemosa) y mangle piñuela (Pelliciera rhizophorae). En el parque se encuentran las seis especies de mangle conocidas en la costa pacífica costarricense. Aquí se encuentra el Estero de Tamarindo, el manglar estatuario más grande de Latinoamérica (500 hectáreas), declarado Sitio Ramsar, categoría otorgada solamente a humedales de importancia mundial. Además el Parque cuenta con otros esteros de menor tamaño pero de igual importancia como el estero de San Francisco y estero Ventanas. En la zona detrás de Playa Grande existe también un acuífero aluvial abierto con influencia marina.
Además del desove de la tortuga baula, las playas del parque nacional Marino Las Baulas son también zona de anidaje de las tortugas lora y verde (o negra). Dentro del parque pueden ser observadas otras especies como el zorro pelón (Didelphis marsupialis), el venado (Odocoileus virginianus), mono congo (Alouatta palliata), coyote (Canis latrans) y mapache (Procyon lotor). Por ser un área marina los reptiles, anfibios e invertebrados son abundantes y fácilmente observables. Entre los más comunes se pueden citar: el cangrejo tajalín (Cardisoma rasjum), la boa (Boa constrictor), el garrobo (Basiliscus basiliscus) y el cocodrilo (Crocodylus acutus).
También habitan en la zona del parque 139 especies distintas de aves, de las cuales 55 son migratorias latitudinales y 8 hacen migraciones o movimientos estacionales dentro del país. El 34% de estas especies necesitan de los bosques de manglar y el 52% de estas aves necesita de áreas boscosas. Entre estas especies pueden mencionarse garzas blancas y rosadas, cigüeñas, colibríes, halcones y gavilanes.
Entre estas áreas puede mencionarse el bosque seco caduco (especies de árboles que botan el follaje en la época seca), en el cual es común encontrar especies como poro poro, laurel, indio desnudo, pochote, madroño, entre otros. También hay bosque seco semicaduco, donde la vegetación es más diversa, ya que presenta especies perennifolias (especies que mantienen el follaje todo el año), como guapinol, guanacaste, aceituno negro, ron-ron, tempisque, laurel, carao y otras más. Hay vegetación de acantilados, principalmente alrededor del cerro Morro, donde la vegetación se encuentra doblada hacia arriba por la acción de los vientos. Las especies arbóreas que se encuentran en este sector son indio desnudo, yayo, nance, flor blanca, cactus, cabuyas. Finalmente, se puede hallar también bosque de galería, formado por la combinación de especies caducas y perennifolias.

## Turismo

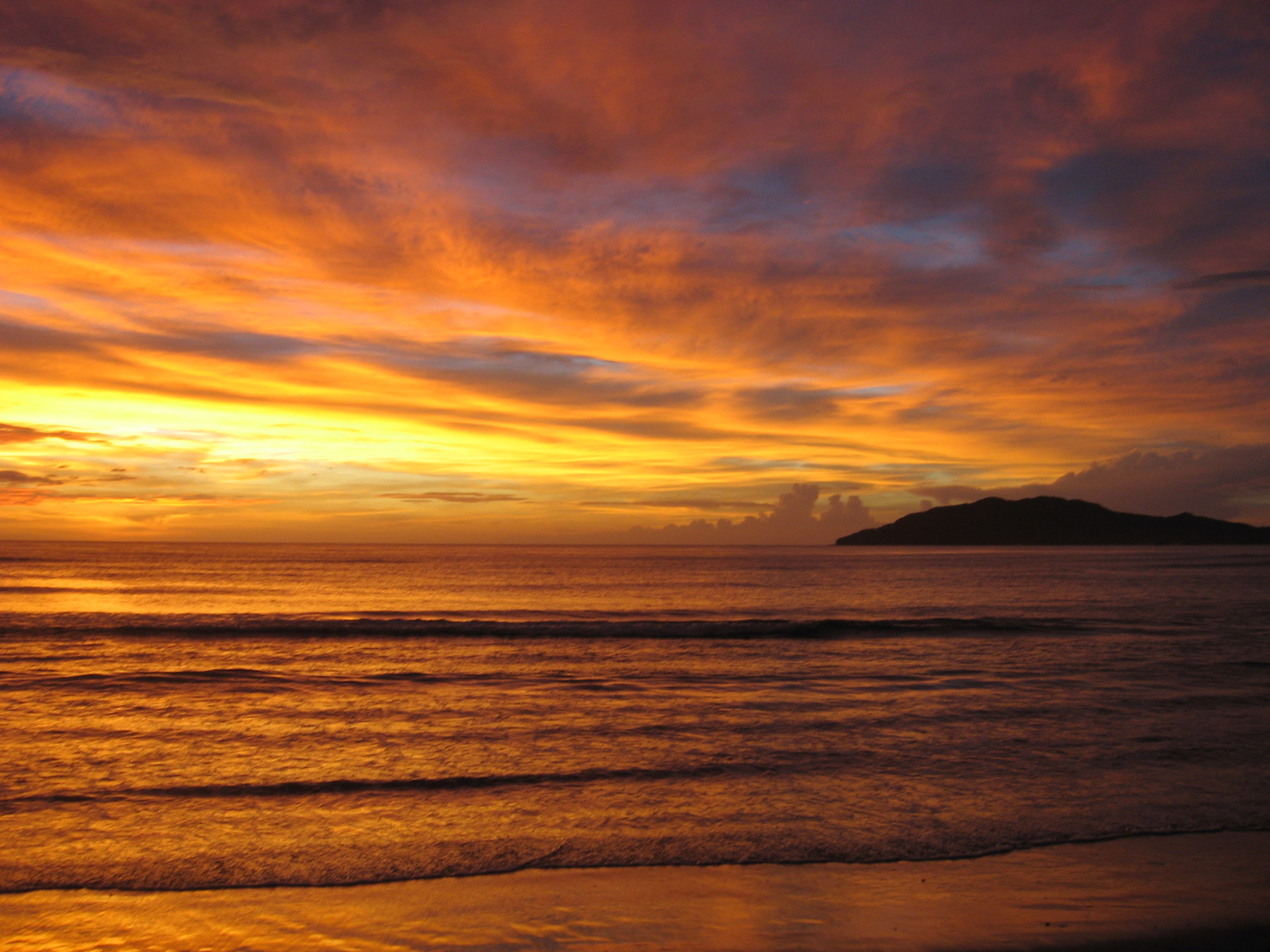
Atardecer en Playa Grande.

El parque nacional Marino Las Baulas se encuentra dentro de una de las áreas de mayor desarrollo turístico de Costa Rica. El horario del parque es de 6:00 a. m. a 6 p. m. No se permite la presencia de personas dentro de la playa después de este horario. El parque cuenta con sala de exhibición, información general, agua potable, letrinas, senderos, guías locales y reclutamiento para trabajo voluntario.

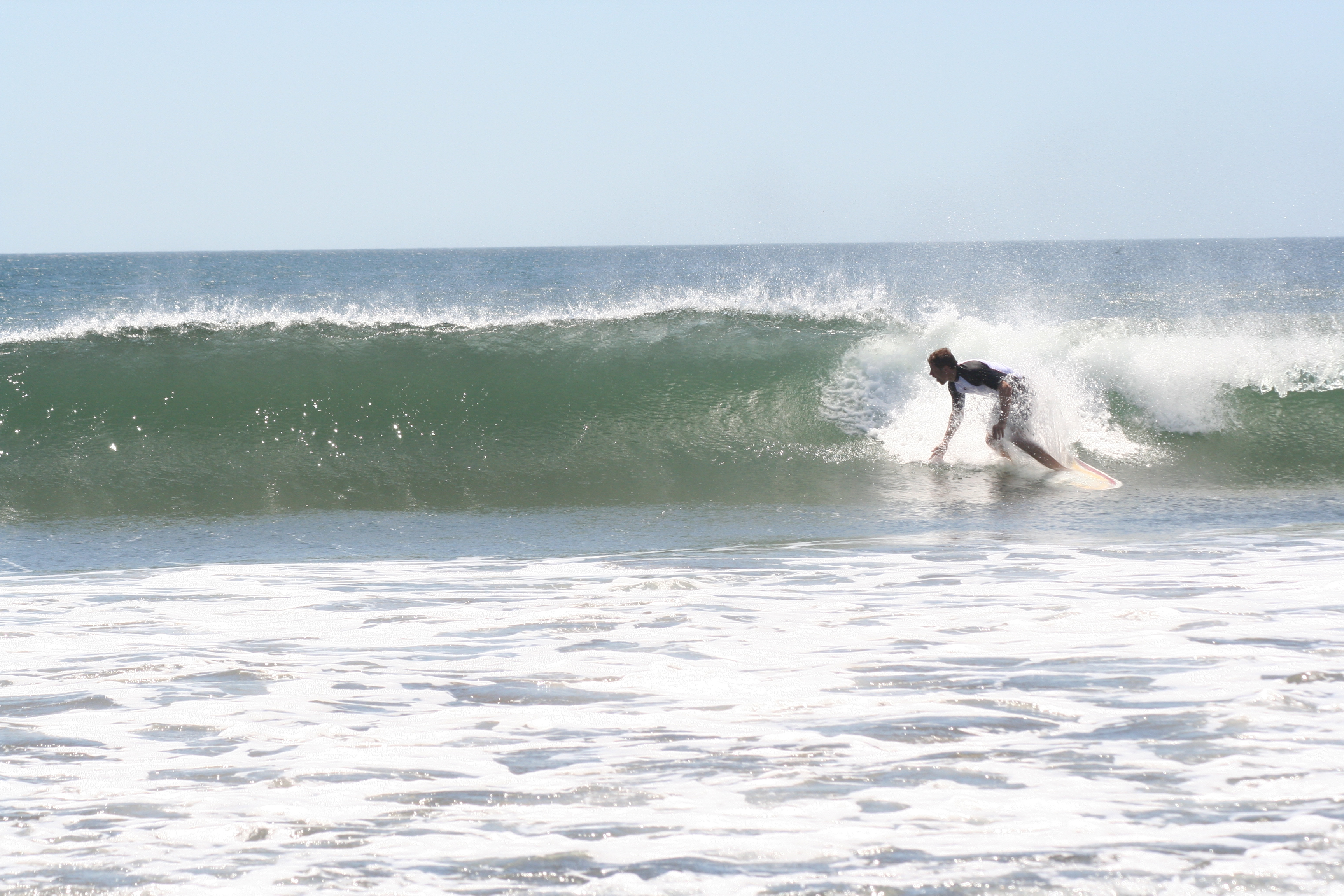
Surfing en Roca Bruja, Tamarindo.

De septiembre a marzo se puede observar el desove de la tortuga baula, aunque su bajo número implica no siempre se pueda observar su anidamiento. Solo se admiten en la playa 60 personas por noche, acompañados siempre de un guía local. Durante la noche, la policía patrulla el parque para asegurarse de proteger las tortugas y sus huevos de cazadores y turistas demasiado entusiasmados y que se constituyen en una amenaza para la subsistencia de la especie, además de que el ruido y las luces artificiales desorientan a las tortugas.
Los meses de diciembre a abril son de estación seca por lo cual son recomendables las actividades de sol y playa. Las tres playas principales del parque (Grande, Ventanas y Langosta) presentan Bandera Azul Ecológica, lo que quiere decir que son limpias y seguras. En estas playas puede practicarse el surf, natación, caminatas, snorkeling o buceo superficial con mascarilla en Playa Carbón, recorridos a caballo por las zonas altas del parque y observación de las bellezas escénicas.  Se pueden hacer recorridos en bote por el estero y también a las islas Capitán y Verde, para observar el manglar, la flora y fauna, vistas panorámicas del océano Pacífico y de la región.
En las comunidades de Playa Grande y Tamarindo existen facilidades de hospedaje, transporte, alimentación y pista de aterrizaje. Existen bastantes hoteles y restaurantes en la zona con distintos precios dependiendo de los servicios brindados.

## Controversias
Entre 2008 y 2009 se intentó aprobar en la Asamblea Legislativa de Costa Rica un proyecto de ley para redefinir los límites del parque, con el objetivo central de disminuir el área terrestre del parque nacional Marino Las Baulas, crear un Refugio de Vida Silvestre de Propiedad Mixta en los sectores del Parque en los que existe propiedad privada, permitir el desarrollo de infraestructura y detener las expropiaciones necesarias para consolidar el Parque, bajo el argumento de que el precio de la expropiación de los terrenos en manos privadas que pertenecen legalmente al parque es demasiado alta (entre 750 y 800 millones de dólares), lo que fue percibido por la opinión pública como un intento para desmantelar el parque nacional en favor del desarrollo inmobiliario. Ya en 2008, el Congreso había rechazado dos proyectos similares. Dicho proyecto contó con el apoyo de los partidos Liberación Nacional y Movimiento Libertario, y la oposición del Partido Acción Ciudadana. Entidades públicas autónomas como la Universidad de Costa Rica y la Universidad Nacional de Costa Rica, recomendaron rechazar el proyecto por considerarlo basado en «supuestos imprecisos, incompletos y equivocados», así como organizaciones ecológicas nacionales e internacionales lo calificaron de «una amenaza a la conservación de la tortuga baula» y de ser un negro precedente para el Sistema Nacional de Áreas de Conservación.
La Procuraduría General de la República recomendó no aprobar el proyecto, porque «la existencia de infraestructura turística destruiría el hábitat natural de la zona» y porque el Estado costarricense desatendería los compromisos internacionales adquiridos en la Convención para la Protección de la Flora, Fauna y las Bellezas Escénicas Naturales (Ley N° 3763 del 19 de octubre de 1966), Convenio para la Conservación de la Biodiversidad y Protección de Áreas Silvestres Prioritarias en América Central (Ley N° 7433 del 14 de septiembre de 1994) y la Convención Interamericana para la Protección y Conservación de las Tortugas Marinas (Ley N° 7906 del 23 de agosto de 1999), además de que «el Estado se encuentra obligado a defender y preservar el derecho a un ambiente sano y ecológicamente equilibrado. De esa obligación se deriva la aplicación del principio precautorio o indubio pro natura, el cual dicta que cuando exista “… peligro de daño grave e irreversible, la falta de certeza científica absoluta no deberá utilizarse como razón para postergar la adopción de medidas eficaces en función de los costos para impedir la degradación del medio ambiente”.»
En julio de 2011, la Contraloría General de la República de Costa Rica elaboró un informe donde responsabilizó a la Secretaría Técnica Nacional Ambiental (Setena, dependencia del ministerio de Ambiente, Energía y Telecomunicaciones encargada de valorar el impacto ambiental), entre otras cosas, por categorizar el sector de Isla Verde como zona de amortiguamiento del parque nacional Marino Las Baulas, a pesar de que su ley de creación la ubica como parte del área protegida. Finalmente, en abril del 2010, la Sala Constitucional de la Corte Suprema de Justicia de Costa Rica recomendó que se expropiaran los terrenos en favor del parque en lugar de bajarlo de categoría, en una decisión acorde con otras que había tomado con anterioridad sobre el mismo tema. El proyecto quedó sin resolver en la Comisión de Ambiente de la legislatura 2006-2010.